# 殊像寺 (承德)
殊像寺，位于河北省承德市，是一座藏传佛教格鲁派寺院，为“外八庙”之一。

## 历史
殊像寺位于避暑山庄以北，普陀宗乘之庙西，狮子园北麓。
据殊像寺内碑文记载，清朝乾隆二十六年（1761年），乾隆帝陪皇太后到山西五台山文殊菩萨道场殊像寺进香，见文殊菩萨妙相庄严，「默识其像以归」。回京师后，命人按五台山殊像寺文殊菩萨相貌雕刻石像，建香山宝相寺供奉。乾隆三十九年（1774年），命内务府仿五台山殊像寺规制在热河（今承德）兴建殊像寺，按香山宝相寺文殊菩萨相貌制作文殊菩萨像供奉在寺内。殊像寺落成时，乾隆帝瞻礼并作诗：“殊像全规台庙模，撰辰庆落礼曼殊。金经蒙古犹常有，宝帙皇朝可独无？译以国书宣白业，习之修土翊浮图。虽然名实期相称，师利应嗤谓是乎。”清朝时，殊像寺喇嘛均是满族，由理藩院管理。
殊像寺是皇帝和皇太后常临幸之所，建筑考究，环境幽雅，叠石出名。1949年后，人民政府多次修缮会乘殿、山门、钟鼓楼等建筑。1975年，国家重建了天王殿和东西配殿。殊像寺内的三身木雕菩萨像是国家级文物。1988年1月13日，殊像寺被列为第三批全国重点文物保护单位，历史年代为清，分类为古建筑及历史纪念建筑物。
2011年，承德市文物局进行了殊像寺保护修缮工程。

## 建筑
殊像寺为典型的汉式寺院，东西长115米，南北长200米，占地面积27公顷。殊像寺采用中国传统园林布局，大规模叠砌假山，散种松树。殊像寺的主要建筑有：
- 山门：坐北朝南，面阔三间，进深两间，单檐歇山顶，其内供奉哼哈二将。山门前左右有石狮一对。山门东西两侧设有腰门。[1]
- 天王殿：面阔五间，进深两间，单檐歇山顶。前後檐封有木壁板，中三间设有欢门，稍间开有欢窗。天王殿东西两侧设有腰墙，腰墙上辟有腰门。[1]
  - 钟楼、鼓楼：位于天王殿前东西两侧，均为面阔三间，进深一间，单檐歇山顶。[1]
- 会乘殿：天王殿正北地势升高，登上多级石阶可来到月台，月台北部有会乘殿。会乘殿位於该寺中心，为主殿。面阔七间，进深五间，重檐歇山顶，覆黄琉璃瓦，下层有单翘单昂五踩斗拱，上层内缩为面阔五间、进深三间，用单翘重昂七踩斗拱。会乘殿内正中供奉杉木金漆塑像三尊，高一丈七尺：中为骑青狮的文殊菩萨，真背光上嵌七宝，中为宝瓶；东为骑白象普贤菩萨；西为骑犼的观世音菩萨。供桌前东西各有万寿塔一座，八角三层楠木质地，高两丈，两座塔内供奉鎏金铜质无量寿佛508尊。如今万寿塔尚存，塔内的鎏金铜佛在姜桂题任热河都统时期被盗走。两壁置有经橱，内藏满文大藏经三部：日军侵华时劫走一部，现存东京；一部流落到西欧，现存巴黎图书馆；一部下落不明。会乘殿内有「会通三际」横匾，条幅为「发心为众生缘深入善权菩萨果，现相如三世佛了分身住曼殊床」。[1]
  - 指峰殿：位于会乘殿前东侧，为东配殿。[1]
  - 面月殿：位于会乘殿前西侧，为西配殿。[1]
  - 馔香室：位于天王殿以北东侧，为东配殿。[1]
  - 演梵堂：位于天王殿以北西侧，为西配殿。[1]
- 宝相阁（净名普现）：会乘殿北面顺势置假山，其中沟壑纵横，有桥有洞，曲径通幽，乃五台山的缩影。假山上有一座高阁，名为「宝相阁」（又称「净名普现」），重檐八角，黄琉璃瓦顶绿剪边，正东、正西、正南、正北四面开门，其他四面设槛窗。阁内的石制须弥座上有高11.6米的木雕文殊菩萨骑狮像，据说是照乾隆帝的外貌雕造。两侧有两尊力士像，各高3米。阁内有「净名普现」横额，条幅为「佛说是本师宏宣象教，天开此初地示现狮峰」。[1]
  - 云来殿：位于宝相阁前东侧，为东配殿，面阔三间。[1]
  - 净雪殿：位于宝相阁前西侧，为西配殿，面阔三间。[1]
- 清凉楼：第二层假山的正北为清凉楼，两层，每层面阔九间，楼内供奉文殊菩萨。二楼题额「相合台怀」。对联为「地上拈将一茎草，楼上现出五台山」。一楼的门额为「妙五福德」。楼内有条幅「地分台麓示居国，座挹锤峰供养云」。[1]
  - 吉辉殿：位于清凉楼前东侧，为东配殿，面阔五间。[1]
  - 慧喜殿：位于清凉楼前西侧，为西配殿，面阔五间。[1]
  - 六角亭：慧喜殿西有一座六角亭。[1]
- 西院：净雪殿以西有一个小院。正室名为「香林室」，面阔三间，室後设有月亮门。室前东侧有一座方亭，西侧有一座两层小楼名为「倚云楼」。据说皇帝来殊像寺进香时，皇后在倚云楼梳妆，故俗称「梳妆楼」。[1]

殊像寺内原来有一口大锅，高2米，直径2.41米，锅壁厚6厘米，由88块铜块铸接成，重量约5吨，以18根铁柱作为支撑。平时储水用以防火，每年农历腊月初八日用来煮腊八粥，承德各寺庙的喇嘛都来此吃粥，也对世俗的乞丐舍粥。